# Ammothella ovalis
Ammothella ovalis là một loài nhện biển trong họ Ammotheidae. Loài này thuộc chi Ammothella. Ammothella ovalis được miêu tả khoa học năm 1994 bởi Stock.